# Unió Esportiva Quart
La Unió Esportiva Quart és un club de futbol català de la ciutat de Quart.
El diumenge, 19 de juliol de 1981 s'inaugurà el nou camp de futbol amb el partit de juvenils del Quart contra el Salt, resultant guanyador el Quart a la tanda de penals, amb resultat de 2 a 2. Miquel Callís, representant de la Direcció General de L'Esport i ponent d'esports a la Diputació, juntament amb l'Alcalde de Quart, van dedicar unes paraules als aficionats i jugadors. A l'acte d'inauguració hi eren presents el delegat a Girona de la Federació Catalana de Futbol Josep María Giralt, amb altres membres de la Federació de Girona i el secretari del Col·legi d'Àrbitres, Andreu Palma.

## Palmarès
- Campió de Segona Territorial: 2009/10 Grup XVI
- Campió de Tercera Catalana: 2017/18 Crup XVI
- Campió de Tercera Territorial: 2000/01 Grup XXX